# 1738 en arts plastiques
| Années des arts plastiques : 1735 - 1736 - 1737 - 1738 - 1739 - 1740 - 1741    |
| Décennies des arts plastiques : 1700 - 1710 - 1720 - 1730 - 1740 - 1750 - 1760 |

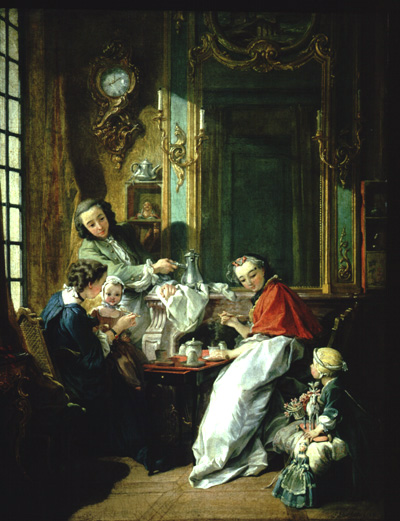
Le déjeuner, de François Boucher.

Cette page concerne l'année 1738 en arts plastiques.

## Naissances
- 25 janvier : Blaise Barthélémy, sculpteur français († 2 avril 1819),
- 15 mars : Jean-Baptiste Le Paon, peintre français († 27 mai 1785),
- 29 juin : Philippe Henri Coclers van Wyck, peintre actif à Liège, à Rome, en Hollande et à Paris († 1804),
- juillet : William Wynne Ryland, graveur britannique († 29 août 1783),
- 3 juillet : John Singleton Copley, peintre américain († 9 septembre 1815),
- 3 octobre : Jacques Gamelin, peintre français († 22 octobre 1803),
- 10 octobre : Benjamin West, premier peintre né en Amérique qui obtient une renommée artistique internationale († 11 mars 1820),
- 29 novembre : Jean-Jacques Le Barbier, écrivain, illustrateur et peintre d’histoire français († 7 mai 1826),
- ? :
  - Francesco Maggiotto,  peintre italien († 13 septembre 1805),
  - Dimitrije Popović, peintre serbe († 1796).

## Décès
- 27 janvier : Alessandro Marchesini, peintre, graveur à l'eau-forte du baroque tardif (rococo), marchand d'art et prospecteur italien (° 30 avril 1663),
- 27 février : Ranieri del Pace, peintre baroque italien de l'école florentine (° 7 mai 1681),
- 9 août : Pierre Drevet, graveur français  (° 20 juillet 1663),
- 5 octobre : Antonio Amorosi, peintre italien du baroque tardif (rococo) (° 1660),
- ? :
  - Giovanni Battista Cassana, peintre baroque italien (° 1668),
  - Carlo Antonio Tavella, peintre baroque italien (° 1668),
- Vers 1738 :
- Bernardino Fergioni, peintre italien (° 2 janvier 1674).